# 23-й псалом
«23-й псалом» (англ. The 23rd Psalm) — десятый эпизод второго сезона телесериала «Остаться в живых» и 35-й в общем счёте. Центральным персонажем впервые в сериале становится Мистер Эко. Сценарий эпизода написали Карлтон Кьюз и Деймон Линделоф, а режиссёром эпизода стал Мэтт Эрл Бизли. Премьерный показ в США состоялся 11 января 2006 года на канале ABC. Эпизод посмотрели 20,56 миллионов зрителей США.
Основной темой эпизода является искупление. Вдохновение для написания сценария пришло из эпизода «Deus Ex Machina», в котором впервые был показан нигерийский самолёт. Реакция на «23-й псалом» была положительной, особенно похвалили выступление Адевале Акиннуойе-Агбадже в роли Эко во флэшбеках. Сценарий эпизода был позже номинирован на премию «Эмми».

## Сюжет

### Воспоминания
В небольшую деревушку приезжают нигерийские партизаны, хватают мальчика по имени Йеми и заставляют его застрелить старика. Мальчик колеблется, но его старший брат Эко берёт пистолет и убивает старика сам, таким образом спасая своего брата от совершения этого действия. Партизаны рады этому и заставляют его присоединиться к ним, при этом выбрасывая его крестик с шеи, который потом подбирает Йеми.
Много лет спустя Эко стал могущественным военачальником у партизан. Он встречается с наркоторговцем, который пытается вывезти героин из страны. Он предлагает Эко невыгодную сделку, и Эко убивает его. Позже Эко навещает церковь в своём родном городе, где Йеми стал священником. Он просит у него самолёт, чтобы вывести наркотики из Нигерии, ради блага своей страны, но Йеми отказывает ему. Позже Эко снова заходит к своему брату, прося просто подписать документы рукоположения, которые сделают Эко и его двух сообщников священниками, чтобы они сами смогли организовать вылет. Его брат отказывается, но нехотя подписывает документы после того, как Эко говорит, что двое его друзей сожгут церковь дотла, если Йеми не подпишет бумаги. Эко также покупает статуэтки Девы Марии, чтобы спрятать в них героин.
Эко и его два сообщника, переодетые в священников, загружают наркотики в самолёт «Beechcraft», и в этот момент к ним приезжает Йеми и говорит Эко не улетать. Вскоре после этого подъезжают нигерийские военные, которые убивают подручного и стреляют в Йеми. Эко кладёт брата в самолёт, но пилот с золотым зубом не даёт Эко сесть на борт и улетает. Затем подходят военные и, принимая Эко за настоящего священника, спрашивают его: «Вы не ранены, святой отец?»

### События
На острове Клэр Литтлтон смотрит, как Эко строгает писание на своей дубинке, и упоминает, что Чарли Пэйс носит с собой статуэтку Девы Марии. Эко немедленно требует показать статуэтку, которую он разбивает и показывает Клэр, что там внутри героин. Эко затем идёт к Чарли, требуя отвести его к самолёту.
Между тем Локк учит Майкла Доусона пользоваться оружием, и Майкл затем предлагает Кейт Остин подменить её за компьютером. За компьютером Майкл продолжает разговор со своим сыном Уолтом, но Майкл прерывает разговор после того, как вдруг появляется Джек Шепард, который не знает об этом.
На пути к самолёту, Эко и Чарли находят парашют на дереве, который ведёт к трупу нигерийца, одетого как священник, которого ранее нашли Бун Карлайл и Джон Локк. Когда Эко замечает золотой зуб у мертвеца, он говорит Чарли, что этот человек «спас ему жизнь». Чарли сбивается с пути, и Мистер Эко говорит ему залезть на дерево. Пока он на дереве, из джунглей появляются взрывы и облако чёрного дыма. Дым стоит прямо перед Эко, при этом мелькая изображениями Эко в молодости. Несмотря на то, что Чарли говорит ему бежать, Эко стоит смирно и смотрит прямо в дым, прежде чем он отступает и исчезает. Затем Эко и Чарли находят самолёт, внутри которого Эко находит ещё один труп, в котором он узнаёт Йеми. Забрав крестик с тела Йеми, Эко говорит Чарли, что это его брат, затем даёт ему статуэтку Деву Марии «вместо разбитой» и поджигает самолёт. Чарли спрашивает Эко, является ли он священником, и, когда Эко надевает крестик на шею, он отвечает: «Да, священник». Затем двое зачитывают 23-й псалом из Ветхого Завета, пока самолёт горит.
Вернувшись в лагерь, Чарли извиняется перед Клэр, но Клэр говорит ему оставить её и её сына в покое. Затем Чарли уходит в джунгли и открывает тайник, где он хранит статуэтки Девы Марии, чтобы положить туда ту, которую ему дал Эко.

## Производство

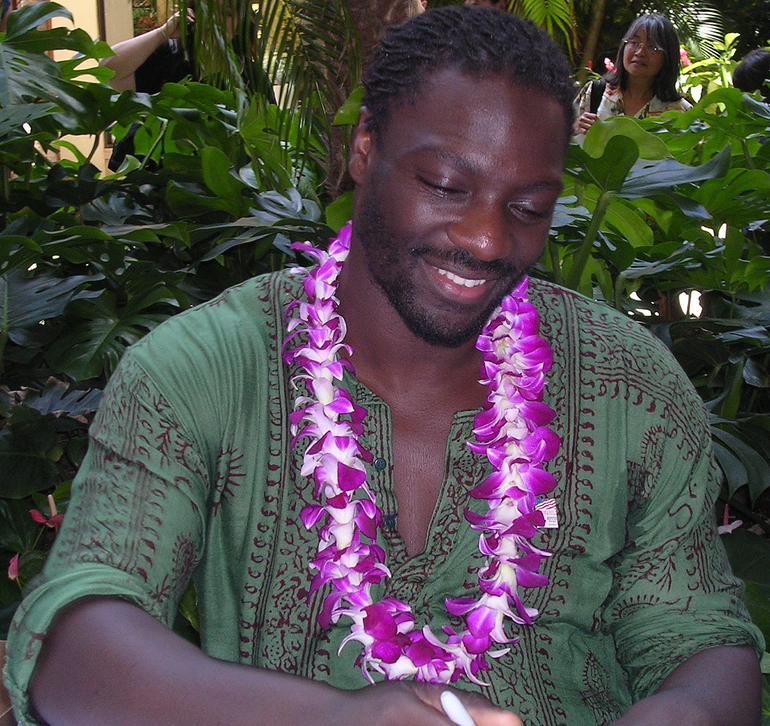
Адевале Акиннуойе-Агбадже исполнил роль мистера Эко, центрального персонажа этого эпизода.

Во время производства «Deus Ex Machina», в котором впервые были представлены нигерийский самолёт, труп в одежде священника с пистолетом и статуи Девы Марии, заполненные героином, сценаристы сериала решили, что история самолёта совпадёт с воспоминаниями одного из персонажей. Они решили использовать одного из персонажей хвостовой части, который предстанет во втором сезоне «по сути плохим парнем, которого вынудили замаскироваться под священника, и как это всё случилось и как он мог представлять себя в качестве священника». Поскольку Эко и Локк являются духовными лидерами на острове — но у Локка «языческая, ритуальная оценка» к силам острова, а у Эко «чистая религиозная вера» — сценаристы Карлтон Кьюз и Деймон Линделоф решили вписать в этот эпизод параллели с «Deus Ex Machina», где Локк и Бун находят Beechcraft. Наибольшим сходством является то, что Чарли невольно становится «приспешником Эко», так же как и Бун стал последователем Локка в их экспедиции к самолёту.
Главной темой «23-го псалма» является искупление, которое ищут Эко и Чарли, и Эко получает его, когда он находит своего брата. Чарли решили сделать спутником Эко, потому что у него было не так много экранного времени до этого момента в сезоне, и сценаристы нашли сходство между Чарли и Эко, как например у них обоих сложные отношения со своими братьями. Сценаристы случайно ошибочно записали 23-й псалом, написав «тень долины смертной» вместо «долины смертной тени», но решили оставить ошибку, чувствуя, что это было уместным, так как Эко никогда не был настоящим священником.
Воспоминания намеренно должны были показать, что Эко является противоположностью своего религиозного брата, но в итоге оказался в таком же положении, что и Йеми. Арт-художник Билл Мэттьюс описал изображение в сериале Нигерии как «очень пыльная, грязно-коричневая нигерийская земля», с такими деталями как торговцы на улице и площадь, где дети играют в футбол. Интерьер церкви находится в реальном здании на Халейве, а фасад был построен для того, чтобы соответствовать ему. Во время монтажа продюсеры решили разделить на части финальную сцену, в которой самолёт атакуют и он взлетает, где солдат ошибочно принимает Эко за священника, чтобы сопоставить это с духовным крещением Эко на острове, и чтобы подготовить его следующий флэшбек в «?», где он работает священником в Австралии. Поскольку у команды по кастингу возникли трудности в поисках марокканца на роль наркоторговца, то на его роль взяли поставщика провизии для съёмочной команды, Мумена Эль Хаджи.
Поскольку Монстр ещё не появлялся во втором сезоне, продюсеры решили расширить его мифологию в «23-м псалме», так как они считали, что Эко был подходящим персонажем, который должен был столкнуться с Монстром, из-за его духовности и «самосознания». Супервайзер визуальных эффектов Кевин Бланк предложил добавить в дым изображения, представляющие прошлое Эко, такие как крестик и человека, в которого он стреляет в начальной сцене.

## Реакция
Премьерный показ «23-го псалма» состоялся 11 января 2006 года на канале ABC. Ему предшествовал показ клип-шоу под названием «Остаться в живых: Откровения». Эпизод собрал у экранов приблизительно 20,56 миллионов человек, заняв третье место по количеству зрителей, став позади за плей-оффами AFC и «Отчаянными домохозяйками».
Реакция на «23-й псалом» была очень положительной. Джефф Дженсен из «Entertainment Weekly» дал эпизоду оценку A, описав его как «очень странную притчу об искуплении и судьбе». Мак Слокум из Filmfodder.com воспринял эпизод как достойное возвращение после двухмесячного перерыва, сказав, что «простые взгляды и простые фразы Эко разбивают экран с серьёзностью и харизмой». Райан Макджи из Zap2it посчитал лучшими моментами эпизода сцену с Монстром и флэшбеки, которые, по его мнению, «так великолепно и лаконично постарались изложить всего персонажа». Крис Каработт из IGN оценил эпизод на 8.3 балла из 10, похвалив развитие персонажа Эко и воспоминания.
Сценарий Карлтона Кьюза и Деймона Линделофа к «23-му псалму» был номинирован на премию «Эмми» за лучший сценарий драматического сериала. IGN поставил «23-й псалом» на 40 место из 115 эпизодов «Остаться в живых», назвав флэшбек «одним из самых остросюжетных и амбициозных в сериале». Подобный список от журнала «Los Angeles Times» поставил эпизод на 49-е место, описав его как «великая первая глава, которая, к сожалению, не получила достойного продолжения».